# Tupua Tamasese Lealofi IV.

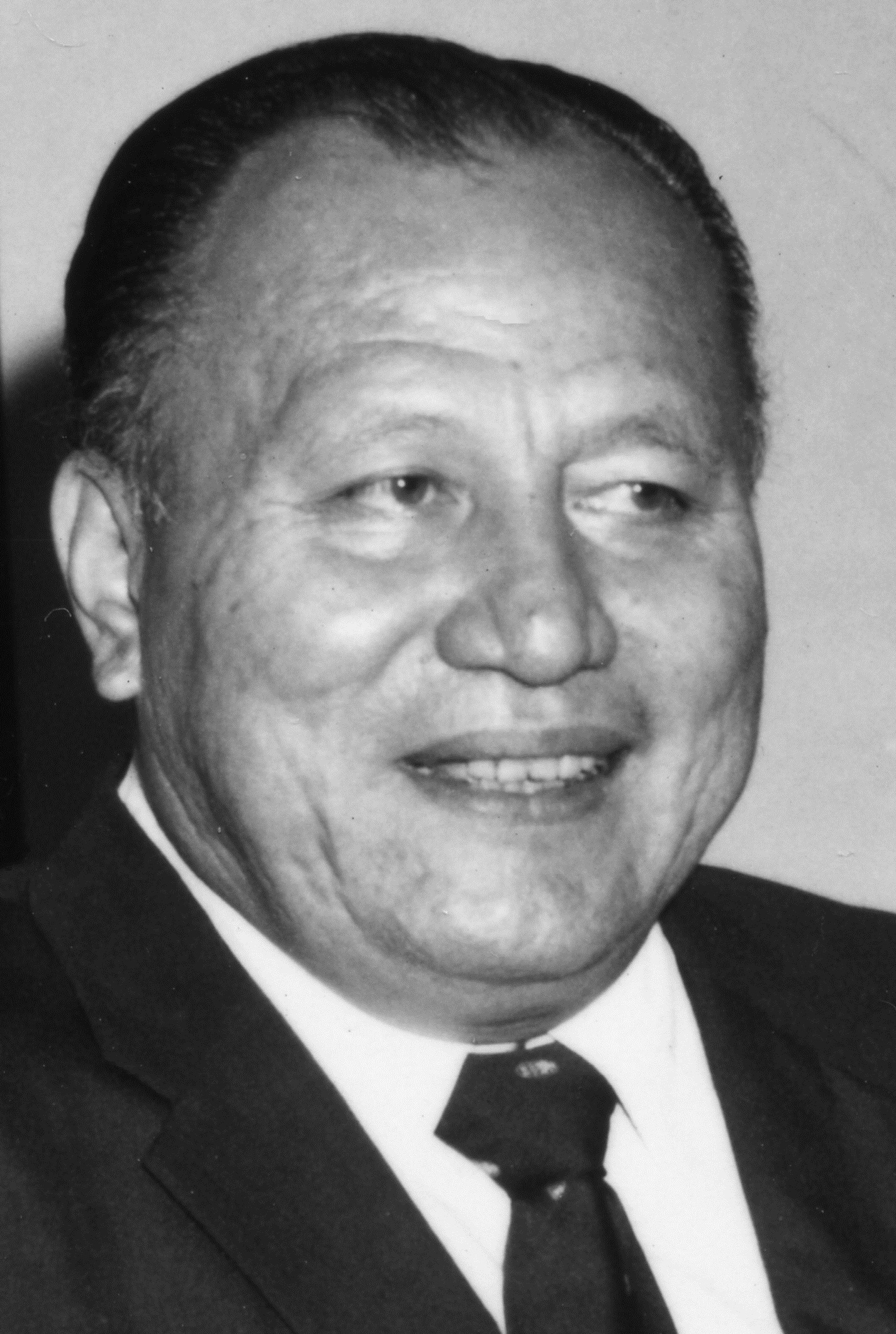
Tupua Tamasese Lealofi IV., Premierminister von Samoa

Tupua Tamasese Lealofi IV. (* 8. Mai 1922 in Apia, Samoa; † 1. Juli 1983) war ein Politiker und zweimaliger Premierminister von Samoa.
Im Februar 1970 wurde der aus einer der königlichen Familie Samoas stammende Lealofi als Nachfolger von Mata'afa Mulinu'u II. erstmals Premierminister von Samoa. Im März 1973 wurde er dann von seinem Amtsvorgänger als Premierminister wiederum abgelöst.
Nach dem Tod von Mata‘afa Mulinu‘u II. am 20. Mai 1975 wurde Lealofi wieder Premierminister. Dieses Amt übte er bis zum 24. März 1976 aus. Nachfolger im Amt des Premierministers wurde sein Cousin Tupuola Taisi Tufuga Efi.
Von 1965 bis zu seinem Tode war er Träger des Ehrentitels „Tupua Tamasese“.

## Quelle
- Biographische Notizen in rulers.org
- Familienstammbaum

| Personendaten    | Personendaten                                     |
| ---------------- | ------------------------------------------------- |
| NAME             | Lealofi, Tupua Tamasese IV.                       |
| KURZBESCHREIBUNG | samoanischer Politiker, Premierminister von Samoa |
| GEBURTSDATUM     | 8. Mai 1922                                       |
| GEBURTSORT       | Apia, Samoa                                       |
| STERBEDATUM      | 1. Juli 1983                                      |